# Campanula herminii
Campanula herminii là loài thực vật có hoa trong họ Hoa chuông. Loài này được Hoffmanns. & Link mô tả khoa học đầu tiên năm 1813.